# Thomas Liese
Thomas Liese (Sangerhausen, 10 augustus 1968) is een voormalig Duits profwielrenner.

## Belangrijkste overwinningen
1989
- Eindklassement Olympia's Tour

1990
- Eindklassement Ronde van Nedersaksen

1998
- Eindklassement Ronde van Griekenland
- Rund um die Hainleite

2000
- Eindklassement Ronde van Saksen

2001
- 4e etappe Wielerweek van Lombardije
- 8e etappe Vredeskoers
- Duits kampioen individuele tijdrit, Elite

2003
- 1e etappe Ronde van Beieren

## Resultaten in voornaamste wedstrijden
| Jaar | Ronde van Italië | Ronde van Frankrijk | Ronde van Spanje |
| ---- | ---------------- | ------------------- | ---------------- |
| 2003 |                  | 136e                |                  |

| Jaar | Milaan-San Remo | Ronde van Vlaanderen | Parijs-Brussel |
| ---- | --------------- | -------------------- | -------------- |
| 2003 | 132e            | 76e                  | 14e            |